# 岡口憲義
岡口 憲義（おかぐち のりよし、1954年10月29日 - ）は、日本の地方公務員。神戸市副市長、神戸観光局副会長を経て神戸空港ターミナル取締役副会長。瑞宝中綬章受章。

## 人物・経歴
- 1954年10月、兵庫県生まれ。
- 1979年3月、神戸大学法学部卒業。
- 1979年4月、神戸市採用。
- 1995年4月、港湾局管理部主幹（神戸港埠頭公社）。
- 1999年4月、市民局広報相談部広報課長。
- 2002年4月、みなと総局経営部長。
- 2007年4月、産業振興局参与（企業誘致推進担当）。
- 2009年4月、みなと総局長[1]。
- 2014年3月、神戸市副市長就任[2]。
- 2018年3月、神戸市副市長再任。
- 2020年7月、神戸市副市長退任。後任は元神戸市理事の今西正男が就任した。

ヤミ専従問題への対処などにあたり、記者会見では「大量の懲戒処分者が出たことを心から反省する」と謝罪した。
神戸空港ターミナル株式会社取締役副会長、一般財団法人関西観光本部評議員等兼務。

## 栄典
- 2024年11月 令和6年秋の叙勲で瑞宝中綬章を受章[8]